# 多精巣症
多精巣症（たせいそうしょう）または多睾丸症（たこうがんしょう）（英: Polyorchidism）とは、精巣が3つ以上ある症例である。非常に稀な先天性疾患で、医学文献では200例未満、獣医学文献では6例（馬2例、犬2例、猫2例）のみが報告されている。
多精巣症は一般的に精巣の超音波検査によって診断される。しかし、多精巣症の診断には組織学的確認が必要である。最も一般的なのは3精巣で、左右の精巣の他にもう1つの精巣が存在する。この疾患は通常無症候性である。

## 分類
多精巣症には、主に2つの型がある： A型とB型である。
- A型：精巣が精管と繋がっている。これらの精巣は通常、生殖機能を有している。 A型はさらに以下のように細分化される：
  - A1型：精巣、精巣上体、精管が完全に重複している。
  - A2型：精巣上体が重複し、精管は共有している。
  - A3型：精巣上体および精管を他の精巣と共有している。
- B型：余剰精巣には精管がなく、生殖機能はない。 B型はさらに以下のように細分化される：
  - B1型：精巣に精巣上体があるが、精管と繋がっていない。
  - B2型：精巣組織のみで構成されている。

A3型は最も一般的な多精巣症で、A2型とA3型を合わせて90％以上を占める。65％の症例で、余剰精巣は左陰嚢に認められる。

### 過去の分類
より古い分類法では、多精巣を同様のタイプに分類しているが、精巣が繋がっている場合と繋がっていない場合の区分はない：
- 1型：余剰精巣は精巣上体および精管を欠き、他の精巣との連結がない。
- 2型：余剰精巣は精巣上体と精管を他の精巣と共有している。
- 3型：余剰精巣は精巣上体を持ち、精管を共有する。
- 4型：精巣、精巣上体、精管が完全に重複している。

## 原因

### 合併症として
多精巣症の殆どは無症候性で、他の疾患の治療中に偶然発見される。多くの場合、精巣は陰嚢内に降下している。
多精巣症は、停留精巣に合併して起こることもある。このようなケースでは、精巣腫瘍の発生率が有意に増加する。一般集団の0.004％に対し、陰嚢内に存在しない停留精巣では5.7％である。
多精巣症は、不妊症、鼠径ヘルニア、精巣捻転症、精巣上体炎、精巣水腫、精索静脈瘤などとも併発することがある。しかし、多精巣症がこれらの症状を引き起こすのか、あるいは悪化させるのか、あるいはこれらの症状があるために医療機関を受診して多精巣症が発見されるのかは不明である。

## 管理
多精巣症は極めて稀な疾患であるため、標準的な治療法はない。超音波検査技術が進歩する以前は、余剰精巣を摘出するのが一般的であった。数年にわたる定期的な経過観察の結果、多精巣症が安定していた症例がいくつか報告されている。
但し、2009年のメタアナリシスでは、陰嚢外に存在する停留余剰精巣は癌のリスクが高まるため摘出し、その他の症例では余剰精巣が安定していることを確認するために定期的な経過観察を行うことが提案されている。